# Hans Krecke
Hans Krecke Geburtsname Johann Gustav Krecke (* 21. November 1879 in Hannover; † 3. Mai 1945 in Berlin-Reinickendorf) war ein deutscher Architekt und überwiegend als Beamter in der Gemeindebauverwaltung Berlin-Reinickendorf tätig.

## Leben und Wirken
Der 1879 in Hannover geborene Hans Krecke war Sohn des Karl August Ludwig Krecke und der Jurine Johanna geb. von Lengen. Hans Krecke heiratete am 10. April 1908 in Hameln Henriette Luise Kattentidt. Im Juli 1908 schied er aus dem Staatsdienst aus. Er war vorher als Regierungsbaumeister des Wasser- und Straßenbaufaches tätig. 1909 wurde er Gemeindebauinspektor in der Gemeinde Reinickendorf und wohnte in der Residenzstraße 125. Im gleichen Jahr kam der Sohn Hartmut zur Welt, der jedoch 1920 bereits verstarb. 1911 wurde die Tochter Gudrun Krecke geboren. 1913 war Hans Krecke Mitglied der Wettbewerbs-Jury zusammen mit Möhring und Jansen in Preisausschreiben zur Erlangung von Vorentwürfen für die Aufteilung eines Geländes der Gemeinde Berlin-Reinickendorf in der Nähe des Schillerparks (rund 46 ha). 1914 bis 1918 diente er beim Militär im Ersten Weltkrieg und erhielt 1917 das Kriegsverdienstkreuz vom Fürst von Lippe verliehen. Nach dem Ersten Weltkrieg arbeitete er wieder als Gemeindebaurat in Reinickendorf und war federführend an der Planung der Gemeindesiedlung „Hinter der Dorfaue“ beteiligt. Nach Fertigstellung der Siedlung bezogen er und seine Familie dort ein Reihenhaus. 1919 wurde sein Sohn Eberhard, 1921 seine Tochter Hildburg geboren. Hildburg ging der Berufung einer Metallographin nach. Krecke war Aufsichtsratsmitglied der Gemeinnützigen Heimstättengesellschaft Primus mbH, für die er in den 1920er Jahren auch Wohnhäuser plante.
Wenige Tage vor dem Ende des Zweiten Weltkrieges, am 3. Mai 1945, kamen das Ehepaar Krecke und ihre jüngste Tochter ums Leben. Die Todesurkunden aller geben als Todesursache eine Zyankalivergiftung an. Der genaue Todeszeitpunkt aller war 2:00 Uhr.

## Werk

### Bauten
- 1909: Erweiterungsbau Hausotter-Grundschule, Berlin-Reinickendorf, Hausotterplatz 4[7]
- 1911: Realgymnasiums (heute Friedrich-Engels-Gymnasium), Berlin, Berner Straße (heute Emmentaler Straße), Berlin-Reinickendorf, zusammen mit Reppin und Gregor[8]
- 1912: Gemeinde- und Pfarrhaus, Berlin-Reinickendorf, Alt Reinickendorf 21–22[9]
- 1919: Gemeindesiedlung „Hinter der Dorfaue“, Berlin-Reinickendorf, Hinter der Dorfaue und Freiheitsweg, zusammen mit Reppin[10]
- 1924: Wohnhäuser für die Primus Heimstättengesellschaft mbH, Berlin-Reinickendorf, Oranienburger Straße 73, 77, zusammen mit Reppin[11]
- 1928–31: Volksschule Wittenau, Berlin-Reinickendorf, zusammen mit Jean Krämer[12]
- 1931: Bedürfnisanstalt mit Kiosk, Berlin-Reinickendorf, Scharnweberstraße 82[13]

### Schriften
- Denkschrift über Erbauung eines Warmwasser-Hallenschwimmbades mit Kunsteisbahn im Anschluss an die Eisfabrik Hermann E. Mudrack auf dem Gelände an der Baseler Straße in Berlin-Reinickendorf, 1925.
- Denkschrift zum Bauplatz für das neue Bezirks-Rathaus, 1925.